# Jože Zornada
Jože Zornada, slovenski športnik in narodni heroj, * 25. september 1918, Trst, † 28. september 1944, Gorenje Otave.
Zornada je bil pred drugo svetovno vojno znan slovenski igralec namiznega tenisa.